# 黑邊類波魚
黑邊類波魚(学名：Rasboroides nigromarginatus），為輻鰭魚綱鯉形目鿕科的其中一個種，分布於亞洲斯里蘭卡卡魯河流域，本魚長期以來被認為是類波魚(R. vaterifloris)的同種異名，2013年被重新確認為新物種，兩種差異在雄魚的頭部背面輪廓在眼睛水平後方略微凹入，腹鰭基部距離臀鰭起點比距離胸鰭基部更近，鰓蓋背緣有一個深凹痕。雌魚不同之處在於臀鰭深度較小，眶間寬度較小，尾腳深度較小和較長的尾柄長度，體延長近呈菱形，眼大，眼上部橙色，口向上斜裂，體被圓鱗，魚鱗有黑邊形成網狀紋，側線明顯，尾鰭叉形，體色黃褐色，背鰭橙紅色，其餘淡黃色，腹部銀白色，背鰭軟條10枚、臀鰭軟條9枚，體長可達3公分，棲息在森林覆蓋的溪流，生活習性不明，可做為觀賞魚。